# Jack Bros.
Jack Bros., i Japan känt som Jack Brothers no Meiro de Hīhō! (ジャック・ブラザースの迷路でヒーホー! Jakku Burazāsu no Meiro de Hīhō!?, "Bröderna Jacks hee-ho i labyrinten!), är ett actionspel som utvecklades och gavs ut av Atlus till Virtual Boy den 29 september 1995 i Japan och i oktober samma år i Nordamerika.
Spelet är en spinoff från datorrollspelsserien Megami Tensei, och handlar om de tre demonerna Jack Frost, Jack Lantern och Jack Skelton. Det är det första spelet i serien som gavs ut utanför Japan.

## Gameplay
Spelaren kan välja att spela som en av demonerna Jack Frost, Jack Lantern och Jack Skelton. Målet är att ta sig genom en labyrint, hitta nycklar och besegra fiender. I slutet av varje bana finns en boss som måste besegras. Spelet går på tid, och för varje gång som spelaren blir träffad av en attack minskar den kvarvarande tiden.

## Utveckling
Under spelets utveckling gick det under arbetsnamnet Devil Busters.